# 毛法仁
毛法仁（？—465年），荥阳郡阳武县（今河南省新乡市原阳县）人，北魏特进、抚军大将军、金紫光禄大夫、外都大官、南郡恭公毛修之之子，北魏官员。

## 生平
毛修之在南方有四个儿子，只有毛法仁进入北魏。毛法仁在魏文成帝拓跋濬初年出任金部尚书，袭父爵南郡公，后转任殿中尚书，加散骑常侍。太安年间，魏文成帝考虑到法定的正规赋税之外，杂调是十分之五，相当繁重，想要免掉杂调。毛法仁说：“这是国家军政开支所需要的，如今突然罢免，臣愚意以为不可。”魏文成帝说：“如果田地持续丰收，民众扩大生产的能力不减，百姓有余粮，我还有什么不满足的。”魏文成帝于是免掉了杂调。很快，北魏又恢复了杂调。到魏献文帝拓跋弘时期，才最终免掉杂调。
和平二年，魏文成帝南巡，从定州前往邺城，三月丁巳朔（461年3月27日），魏文成帝在灵丘亲自射箭越过山峰，散骑常侍、安南将军、尚书、羽真、南郡公毛法仁跟随参与了这次南巡，毛法仁也射箭越过了山峰数丈。毛法仁说话的声音又高又响，军队作战和打猎时，呼叫调度，声震山谷。当时北魏西征吐谷浑的各位将军延迟不进军，将军们都被关进监狱很久没判决，尚书左仆射和其奴和毛法仁连日追问他们的罪行，将军们都认罪了。和平六年（465年），毛法仁去世，朝廷赠予征东大将军、南郡王，谥号威。

## 家庭

### 兄弟
- 毛元矫，刘宋溧阳县县令

### 儿子
- 毛猛虎，北魏散骑常侍、南郡康公